# Krankenhaus der Elisabethinen Linz
Das Krankenhaus der Elisabethinen Linz (seit 2017 Ordensklinikum Linz Elisabethinen) in der oberösterreichischen Landeshauptstadt Linz ist seit 1. Jänner 2017 einer der beiden Standorte des Ordensklinikums Linz mit der offiziellen Bezeichnung Ordensklinikum Linz GmbH Elisabethinen. Vor der Fusion mit dem Krankenhaus der Barmherzigen Schwestern Linz war das Krankenhaus das älteste, eigenständige Ordensspital in Linz. Es verfügte über 481 Betten und beschäftigte 1.458 Mitarbeiterinnen und Mitarbeiter.

## Geschichte
1745 wurde der Konvent der Elisabethinen von der Wiener Hofapotheker-Tochter Ernestine von Sternegg (21. Juli 1711 – 29. April 1762) gegründet, die ihr Erbe in die Errichtung des gemeinnützigen Instituts investierte. Die drei Standorte Brünn, Olmütz und Linz standen zur Auswahl, wobei das Los auf die oberösterreichische Landeshauptstadt fiel. Für den zukünftigen Klosterbau wurde ein Gartengrundstück gewählt, das früher zum Linzer Bürgerspital gehört hatte. Am 17. Mai 1745 pachteten die Elisabethinen das Kirchstetterhaus im Kapuzinerfeld (Herrenstraße 35, seit 1841 Barmherzige Schwestern) auf vier Jahre, damit die Nonnen bis zur Fertigstellung eines Klosterbaus eine vorläufige Bleibe hätten. Am 3. Juli 1745 kam Ernstine Sternberg mit den ersten vier Schwestern per Schiff in Linz an. Die Stifterin erhielt durch eine landesfürstliche Verordnung die Erlaubnis zur Errichtung eines Klosters und einer Kirche „zum Zwecke, den erkrankten Dienstboten und anderen, besonders von ansteckenden Krankheiten Betroffenen, eine Zufluchtsstätte zu bereiten“. Am 1. September 1745 legte der Superior der Jesuiten vom nahegelegenen Nordico den Grundstein zum Neubau des künftigen Elisabethinenkonvents. Vier Jahre später, am 22. April 1749, konnte bereits das neue Kloster mit 24 Zellen und einem Krankensaal mit sechs Betten bezogen werden. Die Zahl der Schwestern wuchs schnell an, wobei sich junge Frauen aus allen Kronländern bewarben, besonders viele aus Tirol und Wien. Die anfängliche Skepsis der Linzer gegenüber den Zuwanderinnen schlug durch den liebevollen Umgang der Schwestern mit den Kranken bald in Sympathie um.
1756 wurde ein weiteres Grundstück des Bürgerspitals angekauft. Zwischen 1764 und 1768 wurde die Elisabethinenkirche nach Plänen vom Wiener Baumeister Paul Ulrich Trientl errichtet, wobei Bartholomäus Altomonte die Fresken in Kuppel und Laterne anfertigte. Die neue Friedhofsordnung von 1786 bestimmte die Auflösung der Friedhöfe bei den Elisabethinen und Barmherzigen Brüdern. Kaiser Joseph II. war bei seiner Visite in Linz im Oktober 1786 mit der Tätigkeit der beiden Ordenskrankenhäuser aber zufrieden und sprach sich gegen deren Auflösung aus, die von Landrat Joseph Valentin Eybel und Regierungspräsident Heinrich Franz von Rottenhan mehrfach angestrebt worden war.
Während der Klosteraufhebungen des Josephinismus fanden die enteigneten und vertriebenen Schwestern des Karmelitinnenklosters Linz sowohl bei den Linzer Ursulinen als auch bei den Elisabethinen Klosterasyl.
Nach dem großen Stadtbrand im August 1800 wurde das Tabak- und Stempelamt aus einem zerstörten Trakt des Linzer Schlosses ins Kloster übersiedelt. Die stinkenden Tabaklager und der rege Parteienverkehr beeinträchtigten den Krankenhausbetrieb zwei Jahre lang erheblich. Im Zuge der Napoleonischen Kriege mussten auch französische Truppenteile einquartiert werden, die das Erdgeschoss des Klosters als Magazin und den Klostergarten zur Unterbringung von Schanzrequisiten gebrauchten.
Die massive Geldentwertung des Jahres 1811 führte zu markanten Zinseinbußen der Kapitalien des Krankenhauses. Auf Anordnung der Hofkanzlei vom 23. November 1815 waren die Elisabethinen angehalten, von jeder Patientin einen Verpflegungsbeitrag einzuheben, was der Gründungsidee widersprach, mittellose Kranke ohne Entgelt zu versorgen. Nachdem die Oberin Maria Salesia den Beweis erbracht hatte, dass das Krankenhaus auch ohne solche Gebühren handlungsfähig sei, wurden solche Gebühren ab März 1834 nicht mehr eingehoben.
Im Jahr 1828 konnte mit der Eröffnung eines zweiten Krankensaales die Anzahl der Betten von 34/35 auf 50 erhöht werden. Der Großteil der Patientinnen waren Linzer Dienstmägde im Alter zwischen 15 und 50 Jahren, die vor allem aus dem Mühlviertel stammten. Neben den weiteren Einzugsgebieten rund um Traun, Enns und Wels finden sich auch zugewanderte Patientinnen aus Bayern und Böhmen.
Im Juli 1926 erhielt das Krankenhaus der Elisabethinen das Öffentlichkeitsrecht, das dem Krankenhaus das Recht gab, von bemittelten Patienten die üblichen Verpflegungsbeiträge einzuheben. Durch die vorausgegangene Geldentwertung waren die alten Stiftungen nämlich entwertet worden, sodass der Orden nicht mehr in der Lage war, aus eigenen Mitteln für die Erhaltung des Krankenhauses und für die Verpflegung der Kranken aufzukommen. Trotz der Verleihung des Öffentlichkeitsrechts blieb das Krankenhaus in Verwaltung des geistlichen Ordens und stand es weiterhin vor finanziellen Problemen. Modernisierungen und Umbauten ab Mitte der 1920er stellten somit eine große Herausforderung dar.
Während des Zweiten Weltkrieges war das Krankenhaus der Elisabethinen das einzige Zivilkrankenhaus in Linz, weil das AKH Linz nach Bad Hall verlegt und die Krankenhäuser der Barmherzigen Schwestern und der Barmherzigen Brüder als Kriegslazarette verwendet wurden.
Im April 2016 wurde bekanntgegeben, dass sich das Krankenhaus der Elisabethinen mit dem Krankenhaus der Barmherzigen Schwestern zum Ordensklinikum Linz zusammenschließen werde (Fusion per 1. Jänner 2017).

### Oberinnen
Liste der Leiterinnen des Krankenhauses:
1. 1745–1773 Maria Katharina Josepha Pezlhuber von Rosenfeld aus Graz
2. 1773–1776 Maria Anna, geborene Sophia Steininger von Erlach
3. 1776–1788 Maria Deodata Caspar aus Wien
4. 1788–1789 Maria Notburga von Sternbach
5. 1789–1801 Maria Theresia Kern
6. 1801–1828 Maria Josepha Wanderer aus Linz
7. 1829–1853 Maria Salesia Derfesser aus Wang in Tirol
8. 1853–1876 Maria Cäcilla Präckl
9. 1876–1879 Maria Franziska Grasböck
10. 1879–1885 Maria Ernestine Auer
11. 1885–1912 Maria Johanna Vögerl
12. 1912–1918 Maria Theresia Fiereder, 1. Periode
13. 1918–1924 Maria Innocentia Osterberger (ab 1918 wurden Oberinnen nicht mehr auf Lebenszeit, sondern für dreijährige Amtszeiten gewählt)
14. 1924–1930 Maria Theresia Fiereder, 2. Periode
15. 1930–1933 Maria Elisabeth Kaltseis
16. 1933–1939 Maria Theresia Fiereder, 3. Periode
17. 1939–1946 Maria Ernestina Mayrhofer
18. 1946–1953 Maria Theresita Osterberger
19. 1953–1954 Maria Engelberta Zlebermayr
20. 1954–1964 Maria Stanlslaa Fiereder
21. 1964–1976 Maria Maria-Anna Rammer
22. 1976 – Maria Norberta Zauner

- 2000–2012 Maria Friedburga Druckenthaner
- 2012 – Maria Barbara Lehner

### Ärztliche Direktoren
Liste der ärztlichen Leiter des Krankenhauses:
- 1848–1870 Karl Pleninger[14]
- 1890–1895 Josef Peßl[14]
- 1895–1921 Fritz Ehrl[15]
- 1921–1954 Max Sternad[14]
- um 1955 W. Luib
- um 1979 Hugo Hochleitner
- 1991–2003 Hans Jörg Böhmig
- um 2022 Michael Girschikofsky

## Gebäude
1957 wurde der erste Bau außerhalb des Klosters gestartet. Mit der Eröffnung des heutigen A-Baus am 1. Dezember 1959 konnte die Bettenanzahl des Krankenhauses von 110 auf 240 erhöht werden. Im Jahr 1967 folgte der Baubeginn des 13-geschossigen B-Baus, der ab Jänner 1972 belegt wurde. Damit verfügte das Krankenhaus über 485 Betten in vollklimatisierten Räumen. In den Jahren 1991–1997 wurde der C-Bau auf dem letzten Gartengrundstück des Konvents realisiert. Im Jahr 2005 wurde der Neubau des viergeschossigen D-Baus auf der Fläche des früheren Ärztehauses fertiggestellt. Im selben Jahr wurde die Renovierung des B-Baus abgeschlossen, wobei die neu gestaltete Fassade um drei Meter vorgezogen wurde, um alle Krankenzimmer mit Nasszellen versorgen zu können. 2011 wurde eine weitere Bauphase abgeschlossen. Damit präsentierte sich das Krankenhaus der Elisabethinen als eines der modernsten Spitäler des Landes.
Unter den Nachbargebäuden befinden sich das Museum Francisco Carolinum, das Bundesrealgymnasium Linz Fadingerstraße, das Landesgericht Linz und die Justizanstalt Linz.

## Abteilungen
- Akutgeriatrie
- Chirurgie
- Dermatologie
- Interne 1 – Hämato-Onkologie
- Interne 2 – Kardiologie, Angiologie & Interne Intensivmedizin
- Interne 3 – Nieren- und Hochdruckerkrankungen, Transplantationsmedizin, Rheumatologie
- Interne 4 – Gastroenterologie & Hepatologie, Stoffwechsel- & Ernährungsmedizin, Endokrinologie
- Palliative Care
- Pneumologie
- Urologie

## Institute
- Anästhesiologie & Intensivmedizin
- Hygiene, Mikrobiologie & Tropenmedizin
- Kompetenzzentrum für Molekularbiologie & Genetik
- Medizinische und chemische Labordiagnostik
- Nuklearmedizin & Endokrinologie
- Physikalische Medizin & Rehabilitation
- Radiologie

## Kunst
Im Erdgeschoss befinden sich drei Werke des schwedischen Künstlers Bengt Olof Kälde: das 4,8 Meter hohe und 2 Meter breite Mosaik Heilige Elisabeth aus dem Jahr 1976 vor dem Haupteingang, das 160 × 195 cm große Mosaik Vogelpredigt des hl. Franziskus aus dem Jahr 1979 am Ende des Korridors und das 25 Meter lange und bis zu 2,5 Meter breite Mosaik Der Sonnengesang von 1979/1980 im Festraum Palmenhaus.